# Thomas Garnet Henry James
Thomas Garnet Henry James est un égyptologue né le 8 mai 1923 à Neath, en Galles du Sud, mort le 16 décembre 2009. Il a fait ses études à l'université d'Oxford, avant d'effectuer toute sa carrière au British Museum, où il a été conservateur des Antiquités égyptiennes entre 1974 et 1988.
Il a collaboré à plusieurs fouilles de sites égyptiens et a donné de nombreuses conférences en Europe et aux États-Unis.
Il s'est spécialisé dans la publication des textes gravés sur la pierre ou rédigés sur papyrus. Il a également écrit des ouvrages historiques sur divers aspects de la vie et de l'art de l'Égypte antique.

## Publications
- Corpus of Hieroglyphic Inscriptions in the Brooklyn Museum I : From Dynasty I to the End of Dynasty XVIII, Brooklyn Museum Bookshop, 1974 (ISBN 978-0-913696-16-3)
- The British Museum and Ancient Egypt, British Museum, 1981, 31 p. (ISBN 978-0-7141-0930-5)
- Excavating in Egypt : The Egypt Exploration Society, 1882-1982, University of Chicago, 1984 (ISBN 978-0-226-39192-2)
- Egyptian Painting, Harvard University Press, 1986, 71 p. (ISBN 978-0-674-24153-4, lire en ligne)
- A Short History of Ancient Egypt : From Predynastic to Roman Times, The Johns Hopkins University Press, 1998, 168 p. (ISBN 978-0-8018-5933-5)
- Le peuple de pharaon : culture, société et vie quotidienne  (trad. de l'anglais), Paris, Éd. du Rocher, 1999, 285 p. (ISBN 2-268-03198-5)
- Howard Carter : The Path to Tutankhamun, Tauris Parke, 2001 (réimpr. 2001), 406 p. (ISBN 978-1-86064-615-7)
- Ramsès II, Gründ, 2002 (ISBN 978-2-7000-2157-8)
- The British Museum Concise Introduction to Ancient Egypt, University of Michigan Press, 2005, 208 p. (ISBN 978-0-472-03137-5)
- Pharaoh's People : Scenes from Life in Imperial Egypt, Tauris Parke, 2007, 304 p. (ISBN 978-1-84511-335-3)